# Аттила (мундир)

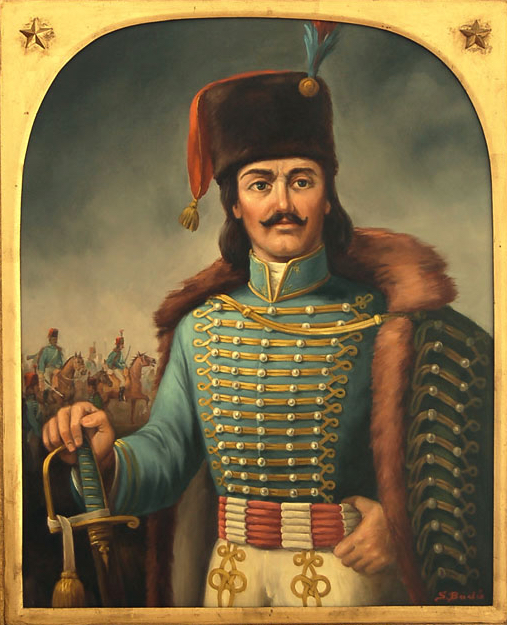
Михай Ковац, основатель кавалерии США, одетый в аттилу.

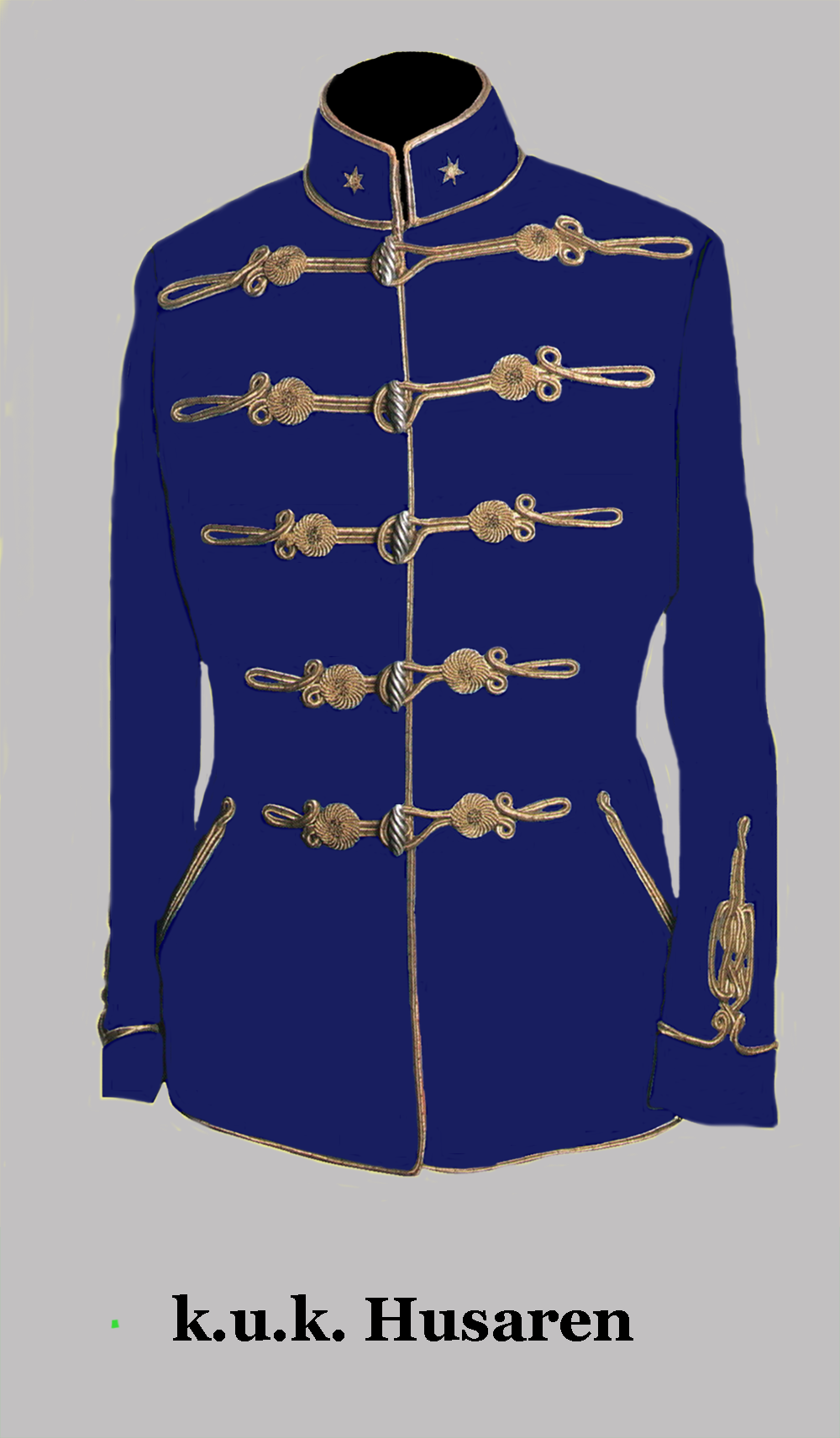
Аттила лейтенанта гусар

Аттила — короткий плащ венгерской национальной одежды, на основе которого впоследствии возник одноимённый мундир Императорских и королевских гусар. Традиционно полки гусар формировались из рекрутов именно венгерской части Австрийской империи, а затем дуалистической монархии Австро-Венгрия. Как следствие, черты народной одежды перешли на гусарский мундир. С 1849 года аттилы начали заменять другой вид мундира — доломан, тоже созданный на основе венгерского народного костюма.
Корни аттилы восходят к XVI веку, когда венгры начали носить короткие плащи на одно плечо. Они, как и будущая униформа гусар, были украшены шнурами. Эти плащи были ежедневной одеждой как простолюдинов, так и лиц благородного происхождения, а также чиновников.

## Аттила — гусар армии Австро-Венгрии
Этот вид мундира шился из светло-синего или тёмно-синего сукна (цвет зависел от полка). Воротник был такого же цвета, как и мундир, и имел окантовку шнуром жёлтого цвета. Спина и рукава также были украшены орнаментом из шнуров. На левом плече находилась петлица.
На груди было пришито 5 пар шнуров для застёгивания аттилы. С одной стороны они были пришиты в виде трилистника, а с другой сделаны для выполнения своей функции. Шнуры на правой части имели на конце пуговицы, а на левой — петли. Пуговицы аттилы имели специфическое название — «маслины». На передней части в районе бёдер были пришиты карманы.
В офицерском мундире вместо жёлтого шерстяного шнура использовался золотой. В зависимости от полка пуговицы или позолоченные, или посеребрённые. Также на ячейке прикреплялись разное количество и цвет звездочек, в зависимости от ранга.
До 1906 года такие же мундиры носили солдаты гонведа.

## Цвета мундира и «маслин» разных полков
| Полк | Аттила       | «Маслины» |
| ---- | ------------ | --------- |
| 8    | темно-синий  | жёлтый    |
| 3    | темно-синий  | жёлтый    |
| 1    | темно-синий  | жёлтый    |
| 15   | темно-синий  | жёлтый    |
| 5    | темно-синий  | белый     |
| 9    | темно-синий  | белый     |
| 13   | темно-синий  | белый     |
| 11   | темно-синий  | белый     |
| 14   | светло-синий | жёлтый    |
| 2    | светло-синий | жёлтый    |
| 10   | светло-синий | жёлтый    |
| 6    | светло-синий | жёлтый    |
| 4    | светло-синий | белый     |
| 12   | светло-синий | белый     |
| 7    | светло-синий | белый     |
| 16   | светло-синий | белый     |